# Daniss Jenkins
Daniss Jenkins, né le 17 août 2001 à Dallas dans le Texas, est un joueur américain de basket-ball évoluant au poste de meneur. Il mesure 1,91 m.

## Biographie

### Carrière professionnelle
Fin juin 2024, il signe un contrat two-way avec les Pistons de Détroit.

## Distinctions personnelles
- Second-team All-MAAC (2023)
- Second-team All-Big East (2024)
- All-WCC freshman team (2020)
- First-team NJCAA All-American (2022)